# Villotte-devant-Louppy
Villotte-devant-Louppy is een gemeente in het Franse departement Meuse in de regio Grand Est en telt 159 inwoners (2005).
De plaats maakt deel uit van het kanton Revigny-sur-Ornain in het arrondissement Bar-le-Duc. Voor maart 2015 was het deel van het kanton Vaubecourt, dat toen werd opgeheven.

## Geografie
De oppervlakte van Villotte-devant-Louppy bedraagt 11,3 km², de bevolkingsdichtheid is 14,1 inwoners per km².
De onderstaande kaart toont de ligging van Villotte-devant-Louppy met de belangrijkste infrastructuur en aangrenzende gemeenten.

## Demografie
Onderstaande figuur toont het verloop van het inwonertal (bron: INSEE-tellingen).